# Экранный диктор (Windows)
Экранный диктор (англ. Narrator) — приложение-компонент Microsoft Windows для чтения текста с экрана. Экранный диктор был создан компанией Microsoft в 1999 году для слепых людей и впервые появился в Windows 2000.

## История

### Windows 2000
В Windows 2000 «Диктор» использовал голоса SAPI 4.

### Windows XP
В Windows XP «Экранный диктор» использовал голоса SAPI 5. Голосом по умолчанию был «Microsoft Mary», «Microsoft Mike» и «Microsoft Sam».

### Windows Vista и Windows 7
В Windows Vista и Windows 7 приложение было обновлено: используются голоса SAPI 5.3, добавлен голос «Microsoft Anna», а для китайского языка — «Microsoft Lili». Начиная с Windows Vista компонент называется «Экранный диктор», а не «Речь».

### Windows 10
В Windows 10 экранный диктор использует голоса SAPI 6. В русскоязычной версии добавлен новый голос по умолчанию — «Microsoft David, Hazel и Zira».

## Экранный диктор на мобильных устройствах
Диктор также доступен на Windows Phone, но имеет меньше настроек и работает только при условии, что язык телефона — английский.